# Bolivarteri
Els bolivarteris (Bolivartherium) són un gènere extint de mamífers pilosos de la família dels milodòntids que visqueren a Sud-amèrica durant el Miocè superior i el Pliocè inferior, fa entre 5,3 i 7,2 milions d'anys. Se n'han trobat restes fòssils a l'estat veneçolà de Falcón. Eren un 40% més petits que les espècies quaternàries de Lestodon, uns dels seus parents propers, però un 20% més grossos que l'espècie de Lestodon del Miocè-Pliocè de l'Argentina. El nom genèric Bolivartherium fou elegit en honor de Simón Bolívar, dit el Libertador, i en el seu conjunt significa ‘bèstia de Bolívar’.